# Šaked
Šaked (hebrejsky שָׁקֵד, doslova „Mandle“, podle plodů místních stromů, v oficiálním přepisu do angličtiny Shaqed, přepisováno též Shaked) je izraelská osada a vesnice typu společná osada (jišuv kehilati) na Západním břehu Jordánu, v distriktu Judea a Samaří a v Oblastní radě Šomron.

## Geografie
Nachází se v nadmořské výšce 415 metrů na severozápadním okraji hornatiny Samařska, cca 4 kilometry jižně od města Umm al-Fachm, cca 77 kilometrů severozápadně od historického jádra Jeruzalému a cca 57 kilometrů severovýchodně od centra Tel Avivu.
Vesnice je na dopravní síť Západního břehu Jordánu napojena pomocí lokální silnice číslo 6235, která propojuje jednotlivé sousední izraelské osady, a pomocí lokální silnice číslo 596, která vede k jihu, k izraelským osadám hlouběji ve vnitrozemí Západního břehu Jordánu (Chermeš, Mevo Dotan). Na sever, do vlastního Izraele, k městu Umm al-Fachm a k dálnici číslo 65 v regionu podél Vádí Ara (Nachal Iron), vede lokální silnice číslo 6535.
Šaked je součástí územně souvislé oblasti Západního břehu Jordánu osídlené většinou Izraelci. Tato skupina osad se nazývá Guš Šaked (Blok Šaked) a její součástí jsou dále vesnice Rejchan, Tel Menaše a Chinanit. Posledně dvě jmenované obce se nacházejí v těsné blízkosti Šaked a vytvářejí s ní jednu aglomeraci. Kromě vesnice Umm ar-Rihan a města Barta'a tu nejsou žádná palestinská sídla a oproti vnitrozemí Západního břehu Jordánu je tento blok ohraničen pomocí Izraelské bezpečnostní bariéry.

## Dějiny
Vesnice Šaked vznikla roku 1981. Rozhodnutí izraelské vlády z 28. srpna 1978 povoluje vznik osady nazývané tehdy pracovně Rejchan Gimel (Reyhan Gimel). Nová vesnice měla být určena pro skupinu osadníků původem z Kavkazu. Osada pak skutečně vznikla v roce 1981. Za jejím založením stály organizace Cherut a Betar. Územní plán obce počítal s výhledovou kapacitou 530 bytových jednotek, z nichž zatím realizována zhruba třetina.
V obci funguje mateřská škola. Východně od rezidenční části obce se rozkládá průmyslová zóna. Ta byla založena v 2. polovině 90. let 20. století, v době první vlády Benjamina Netanjahua. V roce 1999 také byla v Šakedu slavnostně zahájena výstavba nové obytné čtvrti.
Během druhé intifády se okolí obce Šaked stalo terčem palestinských teroristů. 9. listopadu 2001 byla poblíž osady zastřelena během jízdy v automobilu žena, která se vracela z práce. Počátkem 21. století byla obec spolu s celým okolním blokem izraelských osad zahrnuta do Izraelské bezpečnostní bariéry. Takto vzniklý blok sousedí se Zelenou linií a je fakticky izolován od okolní palestinské populace a připojen k Izraeli.

## Demografie
Šaked je menší sídlo vesnického typu, ale vytváří s osadami Tel Menaše a Chinanit poměrně lidnatou územně kompaktní aglomeraci. Obyvatelstvo obce Šaked je v databázi rady Ješa popisováno jako převážně sekulární. Podle údajů z roku 2014 tvořili naprostou většinu obyvatel Židé (včetně statistické kategorie "ostatní", která zahrnuje nearabské obyvatele židovského původu ale bez formální příslušnosti k židovskému náboženství).
Jde o menší obec vesnického typu s dlouhodobě rostoucí populací. K 31. prosinci 2014 zde žilo 779 lidí. Během roku 2014 registrovaná populace stoupla o 4,7 %.
| Rok            | 1983 | 1988 | 1989 | 1990 | 1991 | 1992 | 1993 | 1994 | 1995 | 1996 | 1997 | 1998 | 1999 | 2000 |
| -------------- | ---- | ---- | ---- | ---- | ---- | ---- | ---- | ---- | ---- | ---- | ---- | ---- | ---- | ---- |
| Počet obyvatel | 110  | 291  | 307  | 336  | 351  | 379  | 393  | 409  | 455  | 413  | 439  | 447  | 468  | 497  |

| Rok            | 2001 | 2002 | 2003 | 2004 | 2005 | 2006 | 2007 | 2008 | 2009 | 2010 | 2011 | 2012 | 2013 | 2014 |
| -------------- | ---- | ---- | ---- | ---- | ---- | ---- | ---- | ---- | ---- | ---- | ---- | ---- | ---- | ---- |
| Počet obyvatel | 522  | 539  | 524  | 509  | 527  | 536  | 525  | 546  | 614  | 660  | 687  | 724  | 744  | 779  |